# 말레이시아두더지
말레이시아두더지(Euroscaptor malayana)는 두더지과에 속하는 포유류의 일종이다. 말레이시아의 토착종이다. 1940년에 처음 기재된 이후, 말레이시아 지역 개체군은 히말라야와 태국에 서식하는 종의 아종으로 여겨지는 것이 일반적이었고, 독립종으로 취급되지 않았다. 최근 발표된 형태 및 핵형 분석과 분자 계통학적 연구 성과는 말레이시아 지역의 이 두더지가 미주라두더지속의 다른 종들과는 확실히 다르다는 것을 시사하고 있다. 주요 서식지는 녹차밭이다.